# Pax Ottomana
Dans les sources historiques secondaires, l’expression Pax Ottomana (littéralement « paix ottomane ») ou Pax Ottomanica, métonymie de la Pax Romana, « la paix romaine », désigne, chez les historiens et les écrivains qui ont une opinion favorable de la domination ottomane, l’impact positif qu’aurait eu l’administration ottomane sur les régions conquises. « De la conquête de Sélim jusqu’au début du XVIIIe siècle, qui a marqué le début de la domination britannique et française sur les routes de la mer Méditerranée, la région a connu ce que Rhoads Murphey [un professeur d’études ottomanes] a décrit comme la pax Ottomanica ». L’expression est appliquée aux Balkans, à l’Anatolie, au Moyen-Orient, à l’Afrique du Nord et au Caucase à l’apogée de l’empire au cours des XVIe et XVIIe siècles. Ses promoteurs l’opposent à l’instabilité politique d’avant la conquête ottomane et à la période d’après la Première Guerre mondiale, lorsque seules l'Asie Mineure et la Thrace orientale restent turques.
Les critiques de cette notion soulignent toutefois que si les régions concernées sont en effet restées ottomanes durant environ quatre siècles de suite, la paix et la prospérité n'y régnaient pas pour autant, en raison des inégalités générées par la législation ottomane, le système des « nations » confessionnelles, l’impôt du sang et la double-capitation, les corvées des timars, l’esclavage, les multiples rebellions et les révoltes des pachas et des khédives contre les Sultans, ainsi qu’en raison des fréquentes guerres contre les puissances voisines qui ravageaient les régions périphériques. 